# Ludwig Schlesinger
Ludwig Schlesinger   (Trnava, 1 de novembre de 1864 - Giessen, 16 de desembre de 1933) va ser un matemàtic alemany nascut a Trnava (avui Eslovàquia, però pertanyent al Regne d'Hongria quan ell va néixer). Va ser coeditor del Journal für die reine und angewandte Mathematik des del 1929 fins a la seva mort el 1933.

## Vida i obra
Schlesinger va fer els seus estudis secundaris a Bratislava abans de matricular-se a la universitat de Berlín on va obtenir el doctorat el 1887 amb una tesi sobre les equacions diferencials lineals de quart ordre. Des de 1889 fins a 1897 va ser professor a la universitat de Berlín. Després d'una breu estança com a professor visitant a la universitat de Bonn, va ser professor titular a la universitat de Kolozsvár (en alemany, Klausenburg; actualment Cluj-Napoca, Romania) fins al 1911. A partir d'aquest any i fins a la seva jubilació el 1930 va ser professor de la universitat de Giessen.
Schlesinger, que era gendre de Lazarus Fuchs, es va especialitzar en l'estudi de les equacions diferencials lineals, tema sobre el que va ser un dels principals autors. El seu tractat sobre el tema, Handbuch del Theorie der linearen Differentialgleichungen (1895-1898), d'unes 1500 pàgines en dos volums, exposava tots els resultats clàssics des d'Euler fins a Fuchs, icloent les seves pròpies aportacions al tema. Va ser el editor de les obres escollides del seu sogre, Lazarus Fuchs (conjuntament amb el seu fill Richard Fuchs, i autor d'una biografia de Gauss. A partir de 1920, va inclinar les seves recerques cap els problemes geomètrics plantejats per la teoria de la relativitat.
Des de 1929 fins a la seva mort va ser editor, juntament amb Kurt Hensel i Helmut Hasse, de la coneguda revista de matemàtiques Journal de Crelle.